# Policía de Investigación de la Ciudad de México

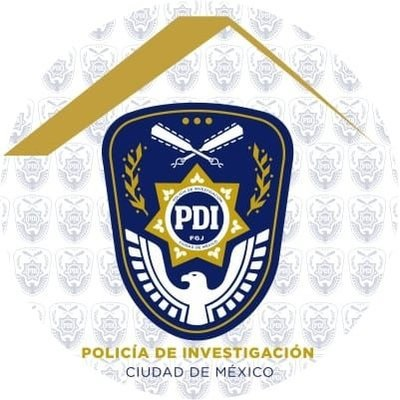
Escudo de la Policía De Investigación Ciudad de México

La Policía de Investigación (PDI) de la Ciudad de México, forma parte de la estructura orgánica de la Fiscalía General de Justicia de la Ciudad de México y su antecedente es la Policía Judicial de la Procuraduría General de Justicia del Distrito Federal.
Creada por un decreto del entonces presidente Venustiano Carranza el 4 de noviembre de 1919, su primera encomienda fue encontrar un vehículo con reporte de robo. Desde entonces, la corporación ha resuelto crímenes de gran impacto como el atentado a León Trotski o la detención del secuestrador Daniel Arizmendi.
Durante el gobierno del General Lázaro Cárdenas, fue inaugurada la primera escuela científica de la policía judicial, el 29 de marzo de 1938. En 1972 el grado mínimo de estudios para formar parte de la corporación era el nivel básico y en 1975 ingresaron las primeras agentes policiacas mujeres. Cuenta con un Grupo Especial de Reacción e Intervención (GERI) creado en 1987.
En 2002 se crea el Manual de la Policía Judicial del Distrito Federal y en 2008 el Nuevo Sistema de Justicia Penal Adversarial. En septiembre de 2009 fue designada Carmen Núñez Vélez, primera mujer jefa de la Policía Judicial, institución que un año más tarde se convertiría oficialmente en Policía de Investigación.
En septiembre de 2009, durante el sexenio de Marcelo Ebrard como Jefe de Gobierno del Distrito Federal fue publicado en la Gaceta Oficial del Distrito Federal el acuerdo por el que se crea el consejo para implementar las bases del nuevo reglamento de la Policía de Investigación de la todavía Procuraduría General de Justicia del Distrito Federal.
En enero de 2020, la Procuraduría General de Justicia del Distrito Federal se convierte en Fiscalía General de la Ciudad de México, instancia autónoma que privilegia la investigación científica y la inteligencia policial. La Fiscalía de la capital no detuvo los trabajos para aumentar sus capacidades de investigación pese a la pandemia y la primera generación de Policías de Investigación que se capacitó de manera remota; la PDI será el cuerpo encargado de integrar físicamente las indagatorias del proceso penal.
En búsqueda de afianzar un sentimiento de orgullo por el trabajo y lealtad a la corporación, en junio de 2020 fue lanzado un concurso entre la comunidad y abierto a la población en general para la creación del Himno de la Policía de Investigación, mediante una convocatoria realizada por el Instituto de Formación Profesional y Estudios Superiores de la Fiscalía General de Justicia.
Desde 2011, delitos de alto impacto, como el homicidio doloso, se han incrementado en la Ciudad de México, alcanzando su pico en 2019; sin embargo, diversos factores institucionales como la interrupción de flujos de información ha impedido su investigación apropiada. Para la investigación, sanción e inhibición de este delito, la Fiscalía General de Justicia de la Ciudad de México en colaboración con ONG y la asistencia técnica de la Embajada de Francia en México, ampliará sus Unidades Criminalísticas de Proximidad (UCP), integradas por Policías de Investigación, Peritos y Agentes del Ministerio Público.